# Копальня Монтевівес
Копальня Монтевівес (Montevives) — виробничий майданчик в Іспанії, менш ніж за десяток кілометрів на південний захід від Гранади, який здійснює видобуток целестину (сульфату стронцію). Також відомий як копальня «Аврора».
Розробляти поклади целестину в Монтевівес почали у 1940 році (це тривало до 1944-го) з метою забезпечення потреб германської промисловості вибухових речовин. У цей період видобуток вели за допомогою невеликих підземних виробіток.
Після кількох десятків років перерви розробка відновилась, проте тепер зацікавленість у продукції копальні виявили з огляду на використання целестину в електроніці. У 1972-му заснували компанію Canteras Industriales (дочірня структура групи Bruno), що стала опікуватись роботами у Монтевівес, які цього разу організували за допомогою кар'єру.
Якщо 1980-го в Іспанії видобули 19 тисяч тонн целестину, то вже у 1990-му цей показник перевищив 80 тисяч тонн, що вивело Іспанію на третє місце у світі (втім, саме в 1990-му почала роботу друга іспанська целестинова копальня — Ескусар). Руда з Монтевіва містила 80 % целестину, а її підтверджені запаси на той час оцінювались у 3 млн тонн.
У 2007-му копальня Монтевівас була вимушена зупинитись, проте в 2013-му їй вдалось відновити роботу. Станом на початок 2020-х майданчик продукував близько 100 тисяч тонн руди, проте вміст цільового мінералу в ній уже знизився до 70 %. Як наслідок, головні інвестиції власник робив у розвиток збагачувальної фабрики, що має компенсувати вичерпання зон, найбагатших за вмістом целестину, та довести вміст його в товарному продукті до 90 %.
Вивозять продукцію через розташований за шість десятків кілометрів середземноморський порт Мотріль. Основна частина продукції експортується, проте з 2000-го певні обсяги споживає розташований у Картахені завод солей стронцію.
Це відео про політ на дельтаплані над кар'єром Монтевівес.